# بيت سليمان (الرجم)

تعديل مصدري - تعديل

بيت سليمان هي إحدى قرى عزلة غالب ربيعي بمديرية الرجم التابعة لمحافظة المحويت، بلغ تعداد سكانها 122 نسمة حسب تعداد اليمن لعام 2004.